# District de Thới Bình
Thới Bình est un district de la province de Cà Mau dans le delta du Mékong au sud du Viêt Nam. 

## Géographie
La superficie du district est de 631 km2. 
Le chef lieu du district est Thới Bình.